# Paul Heyeres

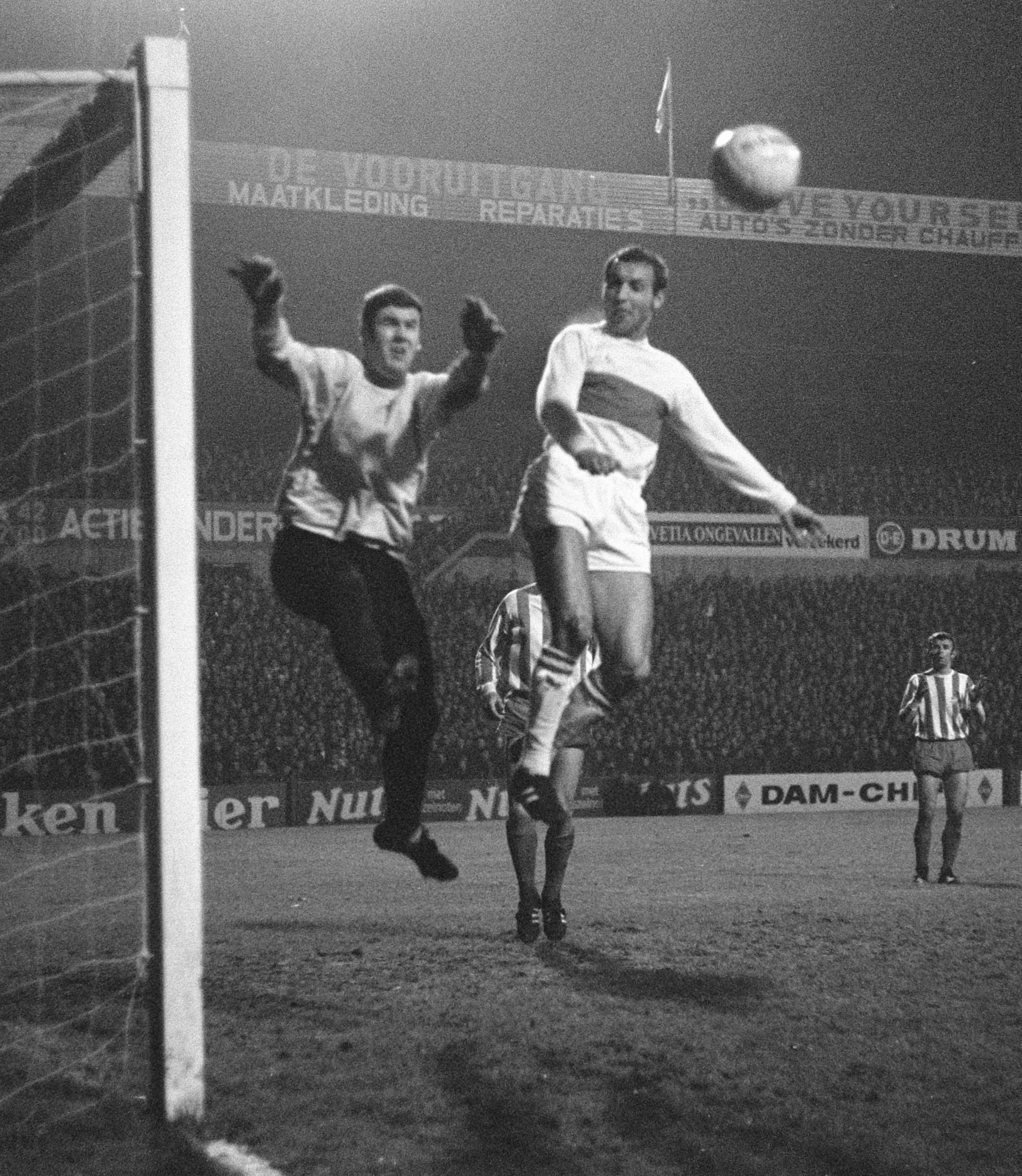
Paul Heyeres (links) im Duell gegen einen Spieler von ADO Den Haag. Hinspiel der 2. Runde des Europapokal der Pokalsieger 1968/69 gegen ADO Den Haag am 12. November 1968

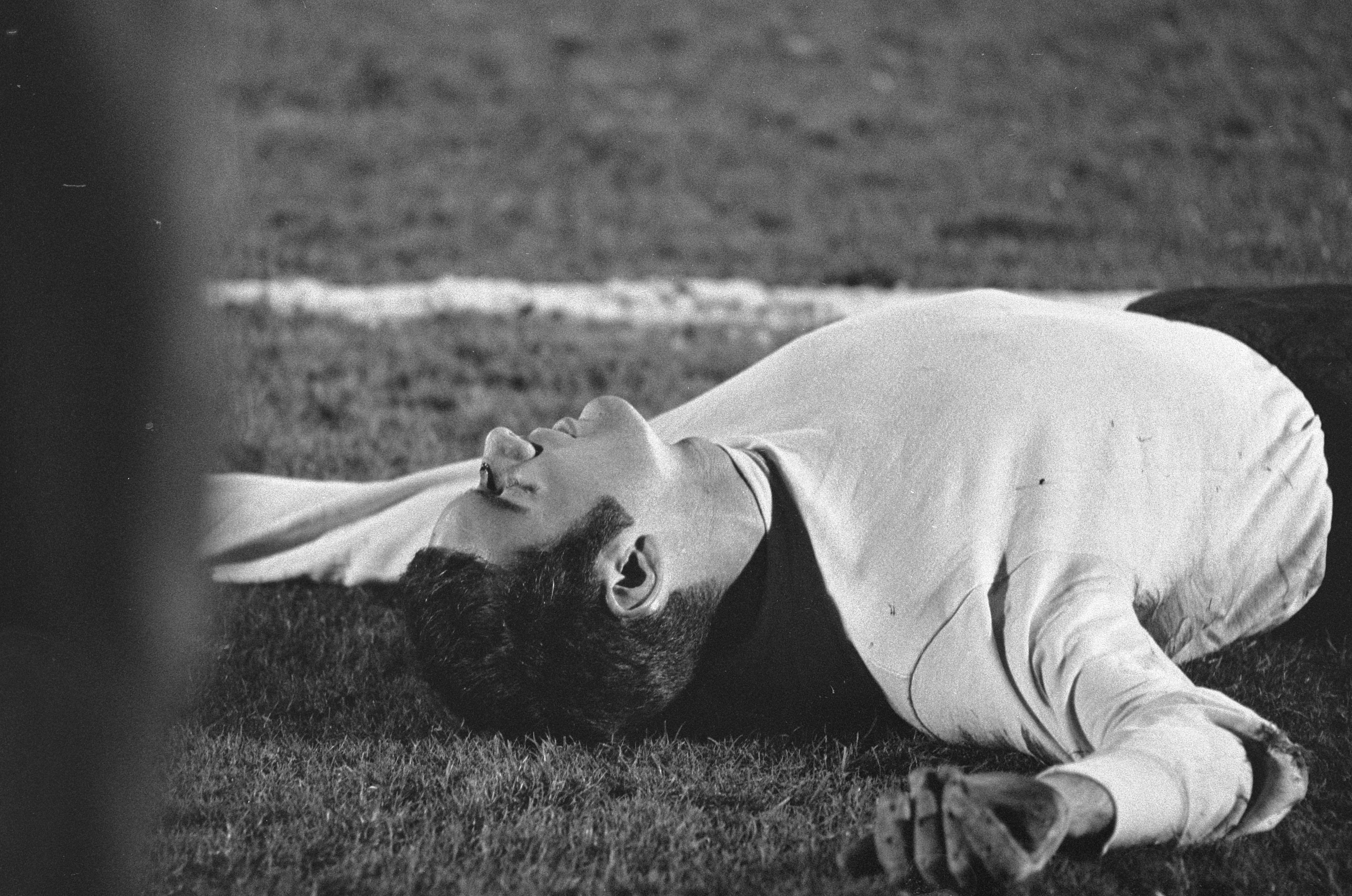
Paul Heyeres liegt verletzt am Boden. Rückspiel der 2. Runde des Europapokal der Pokalsieger 1968/69 gegen ADO Den Haag am 27. November 1968

Paul Hubert Heyeres (* 30. Mai 1946 in Aachen; † 9. Juli 2021) war ein deutscher Fußballtorhüter. In seiner aktiven Zeit wog er 85 kg bei einer Körpergröße von 1,80 m.
Paul Heyeres war gelernter Maschinenschlosser. In der Saison 1967/68 spielte er für die zweite Mannschaft des 1. FC Köln, davor für Alemannia Aachen. Der Torwart kam in seiner ersten Saison 1967/68 beim 1. FC Köln unter dem Trainer Willi Multhaup nicht zum Einsatz.
Sein damaliger Torwartkollege Rolf Birkhölzer führt aus: „Als Soskic sich in der Vorbereitung (auf die kommende Saison) einen doppelten Schienbeinbruch zuzog und lange Zeit ausfallen sollte, ging der FC mit mir und einem ebenfalls jüngeren Kollegen, Paul Heyeres, der eigentlich den Verein verlassen wollte, in die neue Saison. Nach einem überzeugenden Testspiel stellte mich unser Trainer Hans Merkle im Bundesliga-Auftaktspiel gegen Kickers Offenbach ins Tor. Aber ich konnte wohl nicht so auf Anhieb überzeugen, sodass ich nach vier Bundesligaspielen Heyeres Platz machen musste.“
Als 1968 Hans Merkle das Ruder in Köln übernahm, wurde Heyeres der Stammkeeper und insgesamt 28 Mal eingesetzt, auch in den Europapokalspielen, wobei die Geißböcke in dieser Saison des Öfteren den Torhüter – teils auch verletzungsbedingt – wechselten: Auch Rolf Birkhölzer bekam seine Chancen, während Milutin Šoškić zwei Beinbrüche erlitt und kaum spielen konnte. 1969 verließ Heyeres den FC und verschwand gänzlich aus dem deutschen Profifußball.
Im Januar 1970 ließ er sich reamateurisieren und schloss sich dem damaligen Landesligisten Rhenania Rothe Erde Aachen an. Nach anderen Quellen spielte Heyeres in der Saison 1969/70 für die GFC Düren 99. Nach seiner aktiven Zeit im Profifußball war Heyeres Pächter einer Kneipe (Gaststätte Hansa-Eck) am Ponttor in Aachen. In den 1970er-Jahren spielte er noch beim VfB Friedrichshafen.

## Vereine
- 1967–1969 1. FC Köln
- 1969–1970 Rhenania Rothe Erde Aachen (Landesliga Mittelrhein, Staffel 2). Lt. anderen Quellen spielte er für GFC Düren.

## Statistik
- 1. Bundesliga: 21 Spiele
- Europapokal der Pokalsieger: 7 Spiele

## Erfolge
- 1968 DFB-Pokal-Sieger